# Elizabeth Dashwood, Công tước phu nhân xứ Manchester
Elizabeth Dashwood, Công tước phu nhân xứ Manchester (k. 1740 – 26 tháng 6 năm 1832), là vợ của George Montagu, Công tước thứ 4 xứ Manchester.